# Webedia
Webedia es una empresa francesa especializada en medios online, filial del Grupo Fimalac. Fundada en 2007 por Cédric Siré y Guillaume Multrier, su oficina central se encuentra en la comuna de Levallois-Perret.
Presente en quince países, Webedia reúne a más de 250 millones de visitantes mensuales únicos en todo el mundo (según la compañía de investigación comScore en diciembre de 2018). La compañía ocupa el sexto puesto en grupos de medios online franceses con una audiencia media de veintiocho millones de visitantes únicos al mes según Médiamétrie/Netratings en 2020, detrás de empresas como el grupo Figaro, CCM Benchmark y Prisma Media. La compañía posee en Francia los sitios Allociné, Jeuxvideo.com, PureMedia, PurePeople, PureShopping, PureBreak, Terrafemina, 750g, Exponaut y Millennium, entre otros.
Tras posicionarse en el mercado español con la compra del portal especializado 3DJuegos en 2016, y el lanzamiento de una sección de esports en 2017, en 2018 adquirió por unos 10 millones de euros la empresa Weblogs, propietaria de Xataka y otras 30 publicaciones digitales verticales. Ese mismo año, Webedia inició operaciones en México.